# Kiko (labdarúgó, 1972)
Francisco Miguel Narváez Machón, ismertebb nevén Kiko (Jerez de la Frontera, 1972. április 26. –) spanyol labdarúgócsatár, aki a karrierje alatt a legtöbbet az Atlético Madridban játszott.

## Pályafutása

### Klubcsapatok
Kiko karrierje 1991-ben kezdődött Cádizban, később 1993-ban az Atlético Madridhoz igazolt. Nyolc éven át játszott Madridban. 1996-ban nagy szerepet játszott az klubja duplázásában, amikor megnyerték a La Ligát és a Copa del Rey-t. 2000-ben az Atlético kiesett az első osztályból, de ennek ellenére a csapattal maradt még egy évig, aztán 2002-ben az Extremadurahoz igazolt, ahol befejezte a labdarúgó pályafutását.
Kiko karrierje vége felé még egy nagy lehetőség állt 2001-ben, a frissen feljutott Bolton Wanderers csábította, de az átigazolás elakadt, mert a Bolton először próbajátékon akarta megnézni a tudását.

### A válogatottban
Kiko 28 mérkőzést játszott a spanyol válogatottban. 1992. december 16-án mutatkozott be egy 5-0-s spanyol sikerrel zárult Spanyolország-Lettország mérkőzésen. A válogatott mérkőzései során 5 gólt szerzett.
Kiko az 1998-as világbajnokságon három mérkőzést játszott Nigéria, Paraguay és Bulgária ellen. Az utóbbi ország csapatának két gólt lőtt.

## Sikerei, díjai

### Klub
- 1 La Liga győztes (Atlético de Madrid, 95-96-os szezon)
- 1 Copa del Rey győztes (Atlético de Madrid 95-96-os szezon)

### Válogatott
- 1 Olimpiai bajnok Spanyolország válogatottjával az 1992-es barcelonai nyári olimpián